# Centrale hydroélectrique de Bar
La centrale hydroélectrique de Bar est une centrale hydroélectrique en Corrèze, département français de la région Nouvelle-Aquitaine. Située à proximité immédiate de la ville de Bar, elle constitue un maillon de l'aménagement hydroélectrique de rivière Corrèze.

## Historique
La centrale hydroélectrique de Bar a été construite après la Première Guerre mondiale par jusqu'à 1 000 employés dont un grand nombre de prisonniers de guerre. Le but de ses quatre turbines était de fournir en énergie électrique la manufacture d'armes de Tulle ainsi que de petites industries locales. La rivière Corrèze était alors flottable à bûches perdues depuis Bar jusqu'à son embouchure sur la Vézère à 60 kilomètres de là, juste à l'ouest de Brive-la-Gaillarde. La centrale a été mise en service en 1921 et automatisée en 2014, passant alors de dix à trois employés.
La centrale a été rachetée en 2018 par la société Romande Energie France.
Des travaux d'amélioration de la centrale ont depuis été menés, une remise en peinture de la conduite forcée a été effectuée en 2020.

## Captage des eaux et stockage
Cette centrale prélève de l’eau dans la rivière Corrèze 4,7 kilomètres en amont grâce à une prise d'eau constituée d'un petit barrage au sud du village de Corrèze.
Située à 270 mètres d'altitude environ, la centrale hydroélectrique exploite une conduite forcée d'eau, alimentée par un réservoir de petite taille dénommé la "chambre d'eau" sur les cartes topographiques et la signalétique locale. Ce réservoir est à l'altitude de 420 mètres environ. En amont cette eau est captée à l'altitude de 430 mètres environ par un détournement partiel de la rivière Corrèze en contrebas du bourg de Corrèze, à moins de 190 mètres en amont du pont neuf. Le bourg de Corrèze est situé au nord-est de Bar, à plus de 4,7 kilomètres à vol d'oiseau. L'eau est conduite de Corrèze à Bar par gravité dans un canal de dérivation qui suit les courbes de niveau avec une très faible pente, en longeant le flanc de la rive gauche de la rivière Corrèze.
Afin de raccourcir son trajet, ce canal comporte quatre ouvrages d'art remarquables. D'une part il franchit par deux fois des vallées. Un premier siphon, de 60 mètres de long environ, est dénommé par erreur "pont-canal" sur la cartographie de l'Institut géographique national. Il franchit là le "ruisseau noir", affluent de la Corrèze et il est accessible en contrebas d'une aire de pique-nique de la route D 26 à l'endroit où celle-ci quitte par une montée importante la vallée de la rivière Corrèze en direction de la gare de Corrèze. Le canal de dérivation croise ensuite à la cote de 427 mètres d'altitude le chemin menant du hameau des Combes à la rivière Corrèze . Le second siphon, de plus de 85 mètres de long, est situé au nord-est et en contrebas du hameau du Soulier. D'autre part, par deux fois encore, le canal franchit cette fois des collines. Au sud-est du hameau du Soulier, à 50 mètres du second siphon, le canal pénètre dans un premier tunnel de plus de 205 mètres de long. Un second tunnel, de près de 335 mètres de long, a été creusé au nord-ouest du hameau de Lavialle. Celui-ci débouche, à moins de 375 mètres environ à vol d'oiseau en amont de la "chambre d'eau", sur un petit aqueduc franchissant un cours d'eau, affluant de la Corrèze, qui prend sa source au sud-est, à 1 300 mètres de là et à près de 530 mètres d'altitude .
Les ouvrages d'art de la centrale hydroélectrique de Bar sont particulièrement exemplaires car ils forment une brillante alternative à un éventuel barrage de la rivière Corrèze qui aurait mesuré environ 150 mètres de haut et qui aurait impliqué un nouvel équilibre écologique dans une retenue d'eau s’étendant sur près de 5 kilomètres de long. Par contre, en l'absence de barrage-réservoir, la centrale électrique de Bar est parfois mise à l'arrêt en cas de sécheresse prolongée comme en septembre 2018.

## Production électrique
Cette centrale affiche une puissance de 8 MW et une production annuelle de près de 29 millions de kWh, soit l’équivalent de la consommation annuelle moyenne de plus de 9 000 ménages. Elle est constituée de 4 groupes turboalternateur de 2 MW chacun.
Elle est reliée au poste source Enedis de Bar (45° 20′ 28,5″ N, 1° 49′ 21,5″ E) par des câbles électriques haute tension pour que sa production d'électricité puisse être transmise sur les réseaux publics de transport et de distribution d'électricité.
Elle vend son électricité au fournisseur d'électricité alternatif Enercoop.

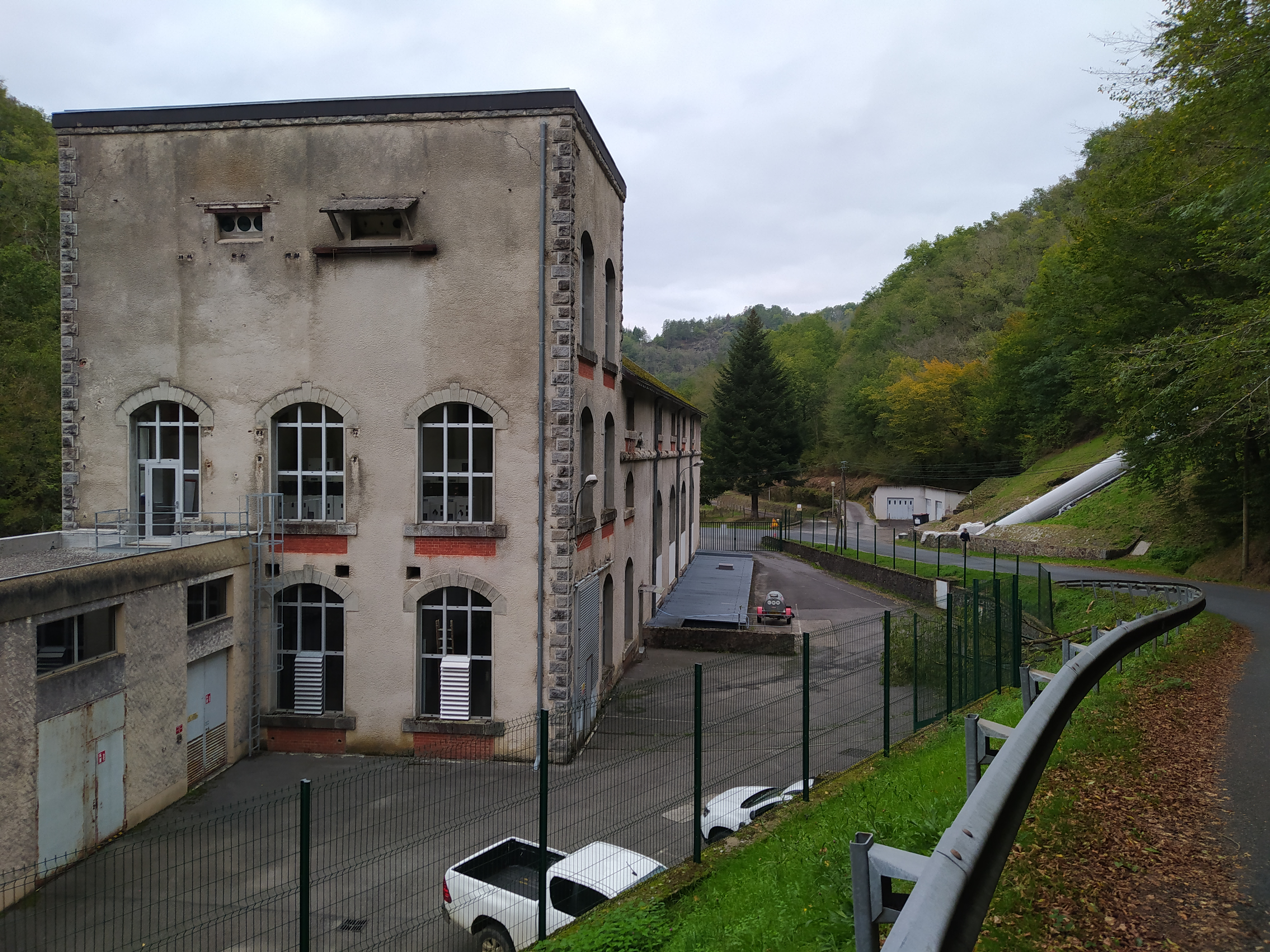
Bâtiment centrale hydroélectrique de Bar.
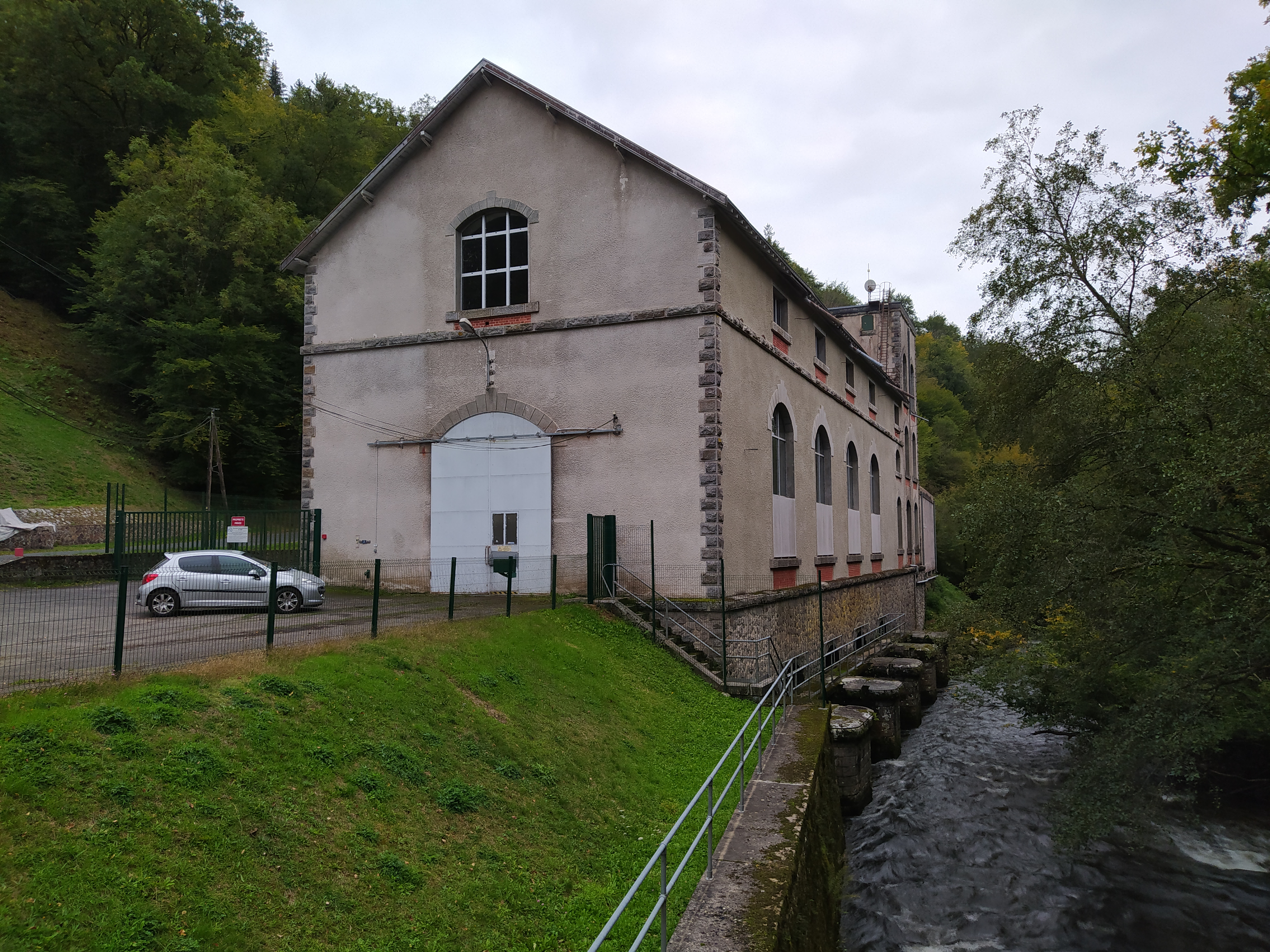
Vue sur les 4 canaux de fuite et sur la rivière Corrèze.
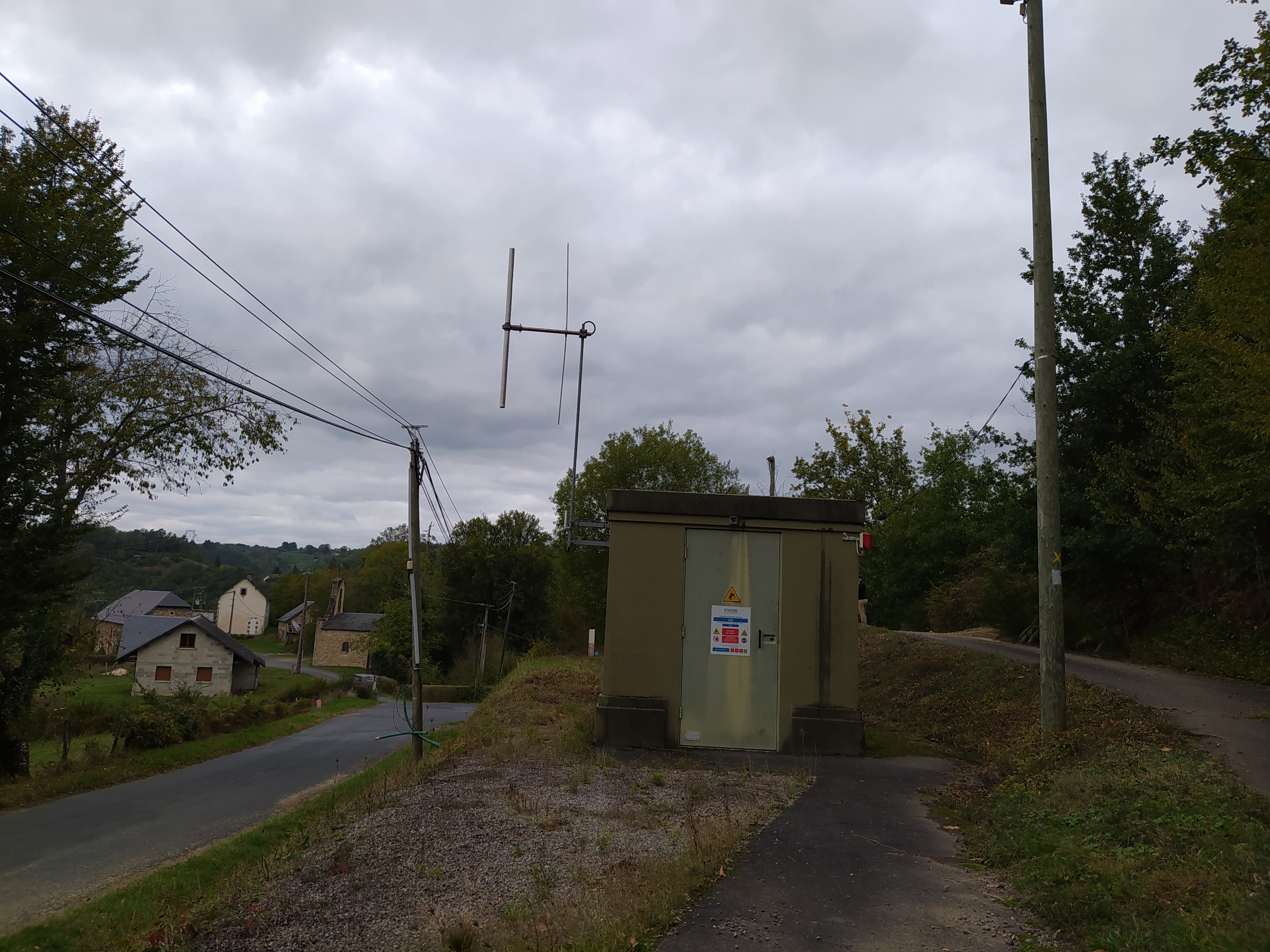
Vue sur le poste source Enedis de Bar sur lequel est raccordé la centrale.
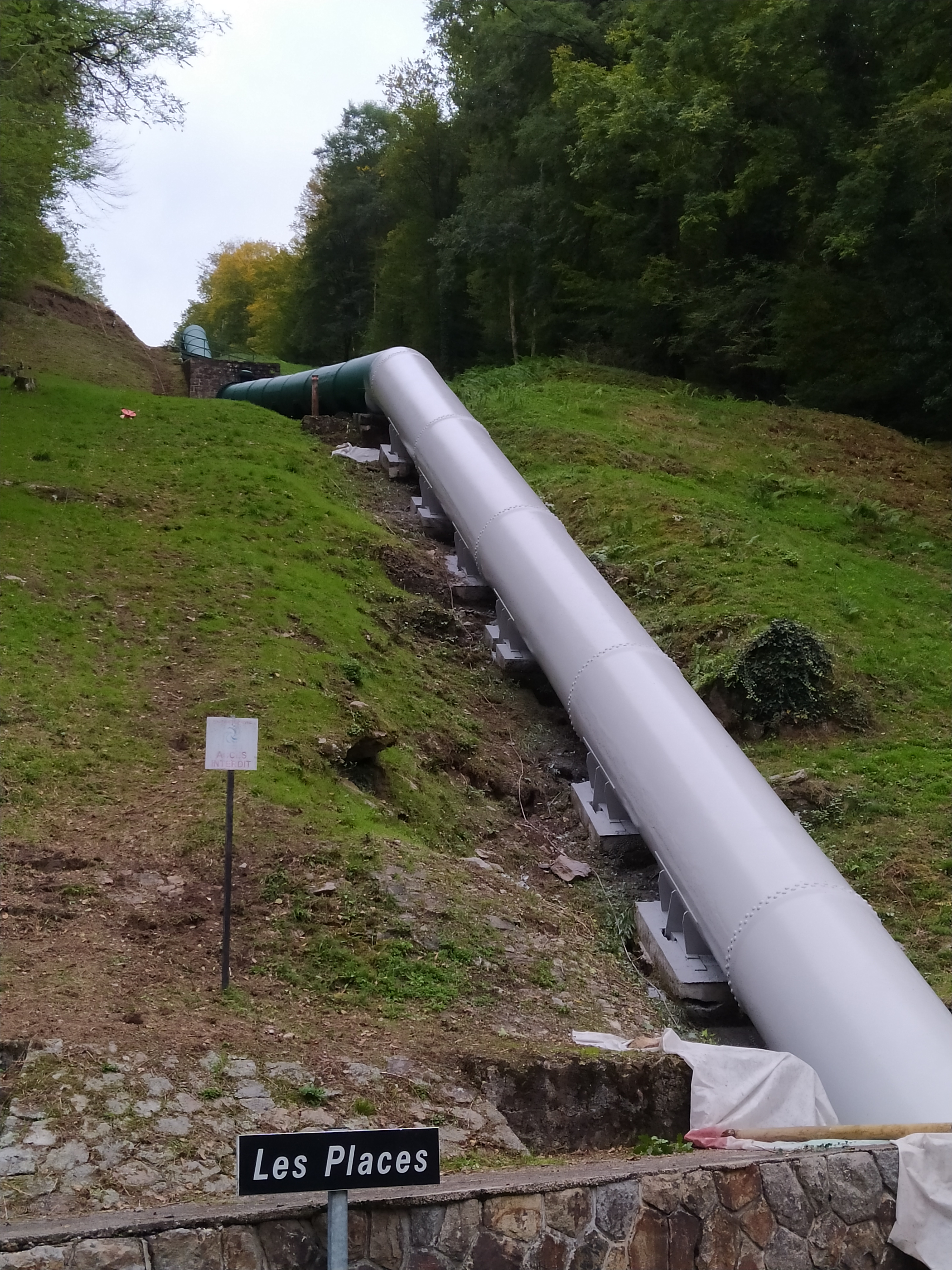
Vue sur la conduite forcée de la centrale hydroélectrique de Bar.
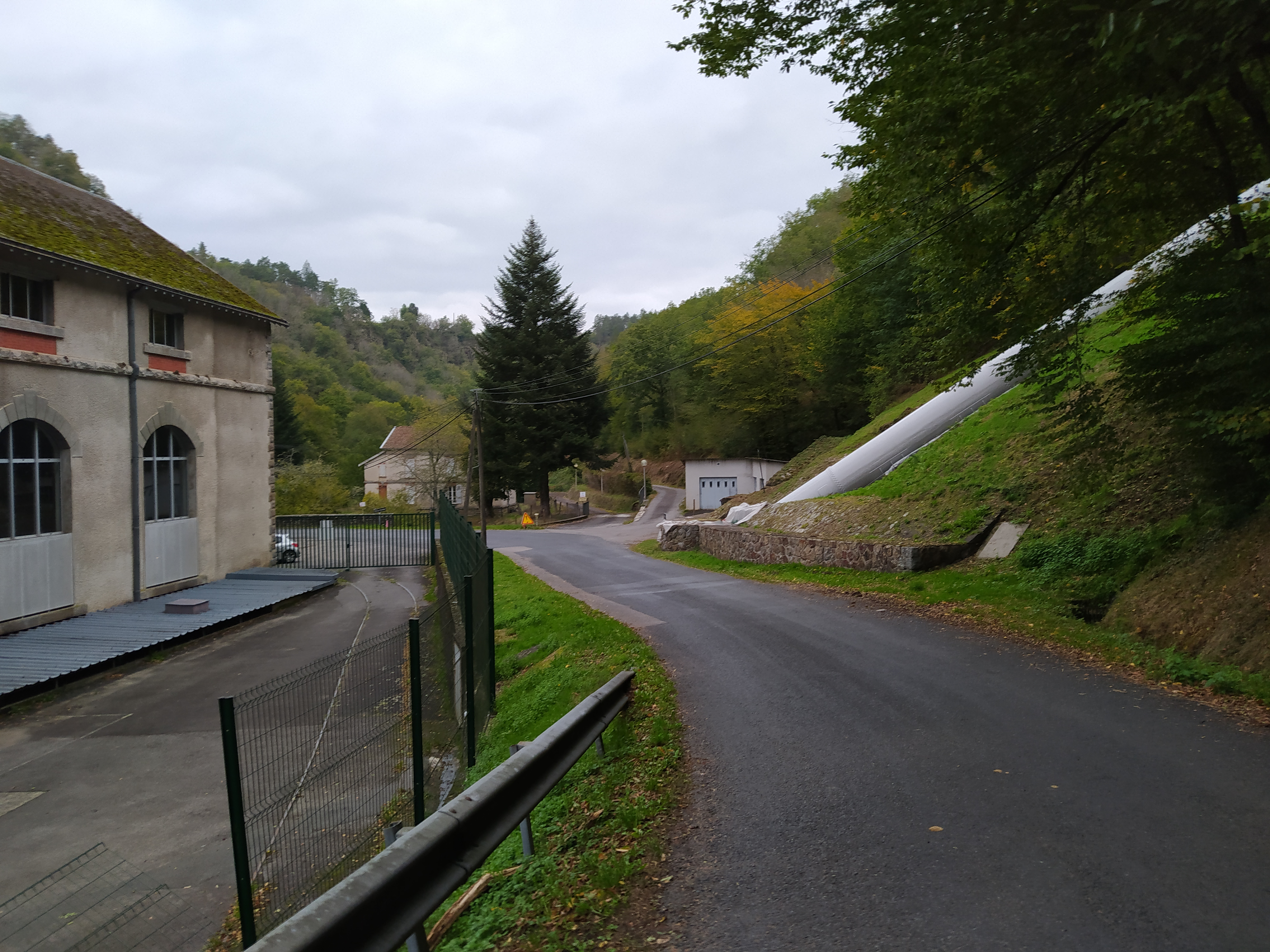
Passage sous la route de la conduite forcée.